# West Coast Express

Logo: Zug und Schriftzug

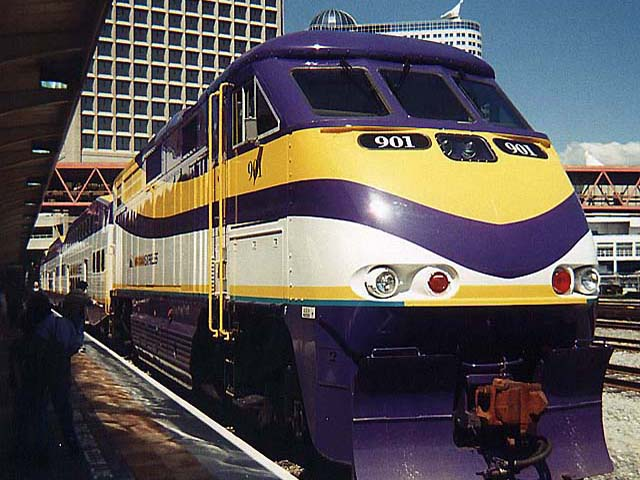
West Coast Express an der Endhaltestelle Waterfront

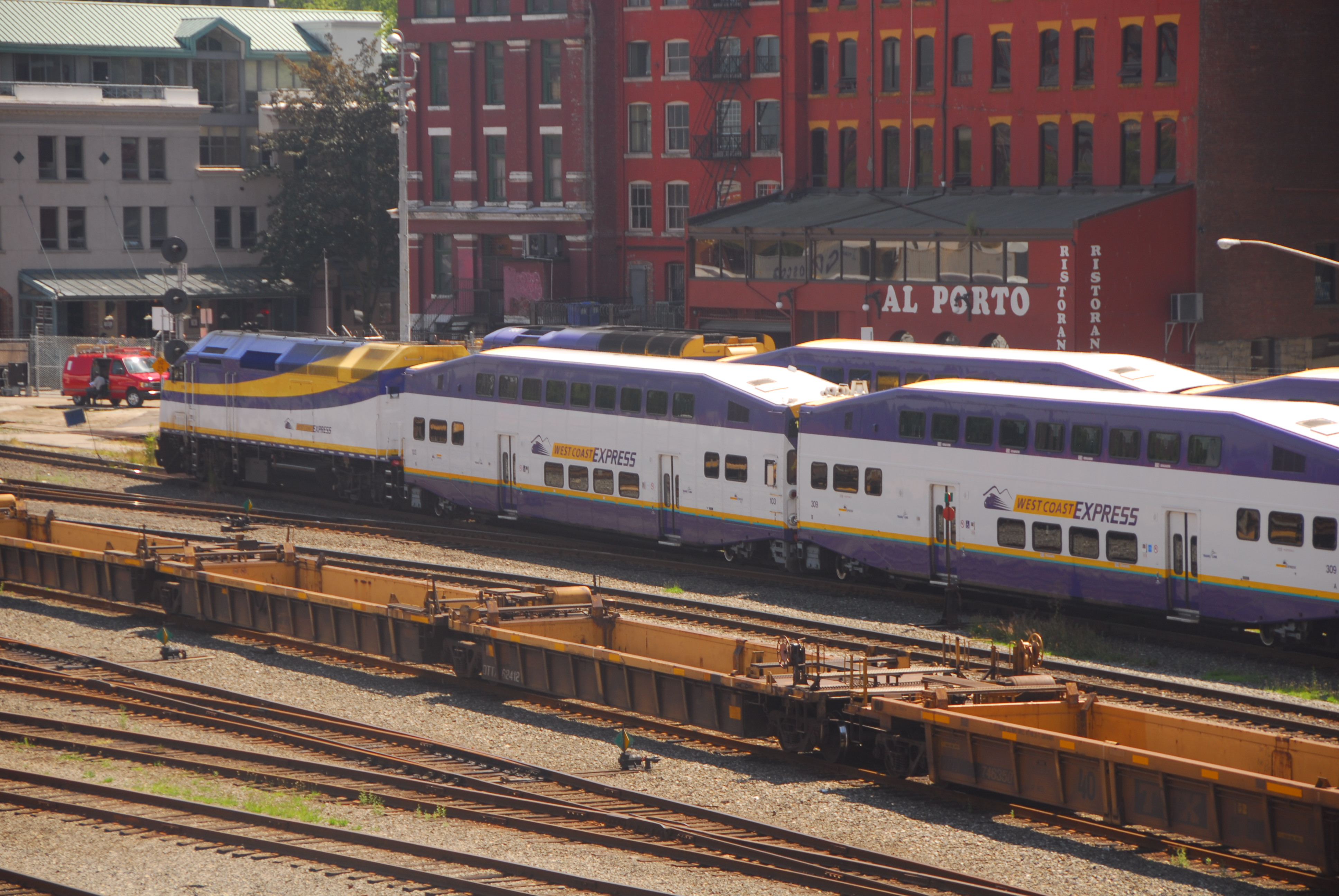
West Coast Express in Downtown Vancouver

Der West Coast Express ist ein Vorortszug in der kanadischen Provinz British Columbia. Seit 1995 verbindet er Vancouver mit den östlich gelegenen Vororten Port Moody, Coquitlam, Port Coquitlam, Pitt Meadows, Maple Ridge und Mission. Beim Bahnhof Waterfront, der Endstation im Stadtzentrum Vancouvers, bestehen Umsteigemöglichkeiten zu allen SkyTrain-Linien, zur SeaBus-Fähre und zu zahlreichen Buslinien. Der Betrieb erfolgt durch TransLink, die Verkehrsgesellschaft der Region Metro Vancouver.
Jeweils von Montag bis Freitag verkehren täglich zehn Züge, während der morgendlichen Stoßzeit fünf Züge von Mission nach Vancouver, während der abendlichen Stoßzeit fünf Züge in der entgegengesetzten Richtung. Die Fahrzeit beträgt 75 Minuten. Jeder Zug besteht aus einer Diesellokomotive des Typs EMD F59PHI der General Motors Electro-Motive Division und vier bis neun BiLevel-Coach-Doppelstockwagen von Bombardier mit je 144 Sitzplätzen. Die Lokomotiven und die Doppelstockwagen werden von VIA Rail zur Verfügung gestellt, die Strecke gehört der Canadian Pacific Railway.